# Silya Magnana
Silya Magnana, née le 16 mars 1991 à Bejaïa, est une joueuse algérienne de volley-ball. Elle mesure 1,80 m et joue passeuse.

## Club
club actuel :  MBB Bejaïa
 club précédent :  ASW Béjaïa
 club précédent :  NCB Bejaïa